# بريان فاغنر (لاعب كرة قدم أمريكية)
بريان فاغنر (بالإنجليزية: Bryan Wagner)‏ هو لاعب كرة قدم أمريكية أمريكي، ولد في 28 مارس 1962.

## روابط خارجية
- بريان فاغنر على موقع مرجع كرة القدم المحترفة.كوم (الإنجليزية)